# Do What U Want
«Do What U Want» —en español: «Haz lo que quieras»— es una canción de la cantante y compositora estadounidense Lady Gaga, perteneciente a su tercer álbum de estudio Artpop, de 2013. Cuenta con la colaboración vocal del cantante estadounidense R. Kelly, quien además ayudó a Gaga y a DJ White Shadow a componerla junto a DJ Snake y Martin Bresso. Adicionalmente, la cantante también la produjo al lado de DJ White Shadow. Originalmente, la canción fue lanzada como primer sencillo promocional de Artpop el 21 de octubre de 2013. Debido a su buena recepción al poco tiempo, Interscope Records decidió publicarla como segundo sencillo oficial, a pesar de que dicho lanzamiento ya estaba apartado para «Venus».
Si bien «Do What U Want» recibió comparaciones con trabajos de la cantante Christina Aguilera, varios críticos alabaron su ritmo y la catalogaron como una de las mejores canciones de Gaga. Concretamente, los editores de Metacritic la votaron como la segunda mejor canción del 2013, solo detrás del también sencillo de Gaga, «Applause». Por otro lado, «Do What U Want» alcanzó el número uno en Hungría y los diez primeros en España, Canadá, Italia, Dinamarca, el Reino Unido y otros países. Además de ello, recibió discos de oro por parte de la IFPI, la FIMI y la CRIA por sus buenas ventas.

## Antecedentes y composición
El 10 de octubre de 2013, la cantante reveló la lista de canciones de Artpop, donde mostró una colaboración con R. Kelly llamada «Do What U Want». Seis días más tarde, un fragmento pudo ser escuchado a través del comercial de los Best Buy/Beats. Originalmente, la canción fue lanzada como primer sencillo promocional de Artpop el 21 de octubre de 2013. Sin embargo, debido a su buena recepción al poco tiempo, Interscope Records decidió publicarla como segundo sencillo oficial, a pesar de que dicho lanzamiento ya estaba apartado para «Venus». El mismo día, Gaga reveló a través de Twitter la portada del sencillo, la cual es una imagen de su trasero usando una tanga floreada. Alrededor de la ilustración se encuentra un marco blanco con el nombre de la canción y los intérpretes. Gaga compuso «Do What U Want» junto a DJ White Shadow, R. Kelly, Martin Bresso y William Grigahcine, además que también la produjo con el primero de estos. Sobre el proceso de creación, DJ White Shadow dijo a Chicago Tribune que: 

«Mi amigo Martin me reprodujo este beat que usó para una remezcla hace como dos años. Le dije "tienes que dejarme tenerlo", así que le di vuelta y Gaga y yo comenzamos a escribirla en el bus de la gira mientras estábamos por Europa [...] La canción se quedó atrás por un minuto y estuvimos hablando alrededor de un mes. Le dije "¿sabes quién sonaría bien en esto? R. Kelly" y ella respondió "¡sí!". Así que llamé a R. Kelly y nos puse al teléfono literalmente como por diez minutos. Acabábamos de hacer que sucediera. Se trata de dos genios escritores/cantantes en una pista. Parecía lógico para mí».

«Do What U Want» es una canción optimista que tiene una duración total de tres minutos con cuarenta y siete segundos. Musicalmente, mezcla los géneros pop y R&B en un ambiente ochentero, además su ritmo contiene ciertos elementos dance. Su letra es básicamente una declaración de rebeldía contra los críticos de la cantante. Algunos de los hechos que inspiraron su contenido fueron los rumores y las acusaciones de que Gaga era hermafrodita, obesa y drogadicta. Las diversas comparaciones con las cantantes Madonna y Katy Perry, de acuerdo con algunos especialistas, también sirvieron como inspiración. Según el escritor Bill Lamb de About.com, Gaga se burla de todos los hechos diciendo que los medios pueden hacer lo que quieran con su cuerpo, pero jamás tendrán acceso a su corazón, su mente o su voz. De acuerdo con la partitura publicada por Universal Music Publishing Group en el sitio web Musicnotes, la canción tempo moderato de 98 pulsaciones por minuto y está compuesta en la tonalidad de la mayor. El registro vocal de Gaga se extiende desde la nota mi#3 hasta la fa#5.

## Recepción

### Comentarios de la crítica

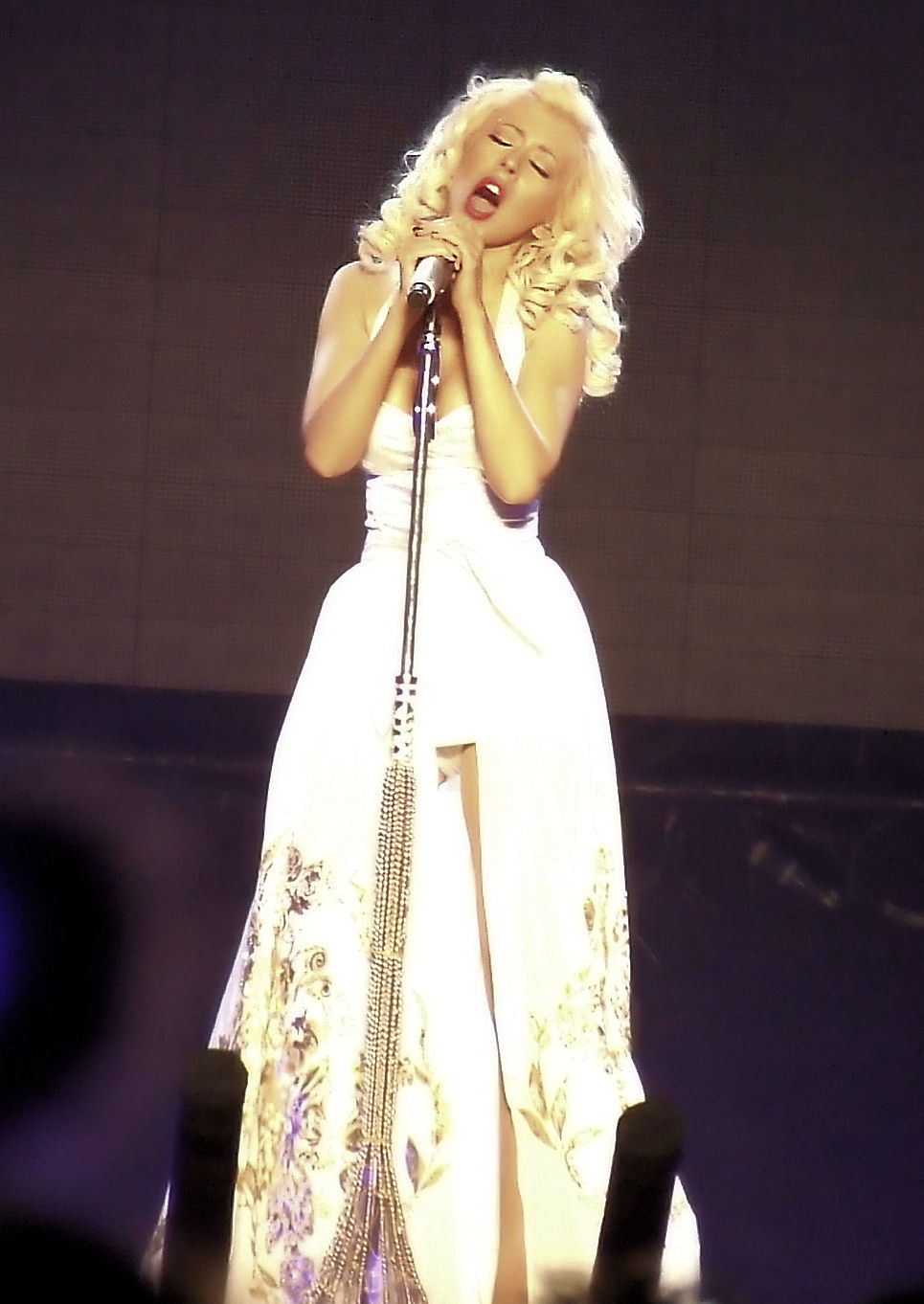
Diversos críticos compararon la voz de Gaga en la canción con la de la cantante Christina Aguilera.

«Do What U Want» contó con reseñas bastantes favorables por parte de los críticos musicales. Aylin Zafar de BuzzFeed la describió como «sexy», «divertida» y «refrescante». Igualmente, comparó la voz de Gaga con la de Tina Turner y añadió que «suena sensual, confiada y segura». Jim Farber del periódico New York Daily News le otorgó cuatro estrellas de cinco y dijo que «no es solo una canción», sino también un «contraataque para todos los que alguna vez tuvieron un mal concepto de ella». Comentó también que su contenido lírico es «ingenioso». Lars Brandle de la revista Billboard afirmó que «te catapulta a los años 80» y Gaga «canaliza su voz» como Christina Aguilera. Por su parte, Kevin Fallon de The Daily Beast dijo que es «pop puro del paraíso», «pegadiza», «maravillosa», «refrescante» y «la canción más sencilla de Gaga en años». Sin embargo, Fallon comentó que en ciertas partes, la cantante suena igual a Mariah Carey, Christina Aguilera y Tina Turner. El escritor Bill Lamb de About.com comentó que «es difícil imaginar por qué se tomó la decisión y "Venus" inicialmente fue elegida por encima de esta joya». Declaró además que «Do What U Want» es uno de los mejores trabajos jamás hechos por Gaga, además de añadir que aunque puede resultar desagradable para algunos, es sin duda un triunfo artístico para la cantante. Aisha Harris de la revista Slate escribió:

«A primera vista, una colaboración entre Lady Gaga y R. Kelly no se ve como un éxito garantizado. Sus bailes electropop e himnos R&B-soul no son compañeros de cama obvios. Y sus salidas recientes han sido más bien decepcionantes [...] Sin embargo, el dúo trabaja sorprendentemente bien juntos en "Do What U Want". El surco de medio tiempo combina muy bien la afinidad de Gaga por los sintetizadores de los 80 y el aprecio de Kelly por las canciones sobre sexo [...] El resultado es una canción que cuenta con una voz R&B sólida y un estribillo pegadizo que podría sonar bien en la escena dance».

Tanya Ghahremani de Bustle aseguró que es «sin duda seductora, y el medio tiempo inspirado en los 80 [con un ritmo] electropop, es bastante clásico en Gaga». Sobre el verso de R. Kelly, comentó que «no suena fuera de lugar, lo cual es bueno, aunque sorprendente». Marc Hogan de Spin habló positivamente de su ritmo y afirmó que «no está destinada a un amor, sino al público en general». Amy Sciarretto de PopCrush le otorgó tres estrellas y media de cinco y dijo que es sin duda un «dúo inesperado», pero que la química entre ambos cantantes es buena. Si bien alabó su sencillez y ritmo ochentero, comentó que tiene cierta parecido con «Your Body» de Christina Aguilera. Alicia Diaz Dennis de Zimbio.com y algunos seguidores del dúo de electrónica Dance With The Dead notaron cierta similitud en el ritmo de «Do What U Want» y «The Deep». Sin embargo, el mismo dúo emitió un comunicado a través de Facebook donde aseguraban que ambas canciones no tenían ningún parecido. La revista Rolling Stone la nombró decimoséptima mejor canción del 2013. Más tarde, los usuarios del sitio Metacritic la eligieron como la segunda mejor canción del 2013, solo detrás del también sencillo de Gaga, «Applause». Por su parte, Jenesaispop la colocó en la cuadragésima posición de su lista de las mejores canciones del 2013, y escribió que es la mejor canción de Gaga en cuatro años.

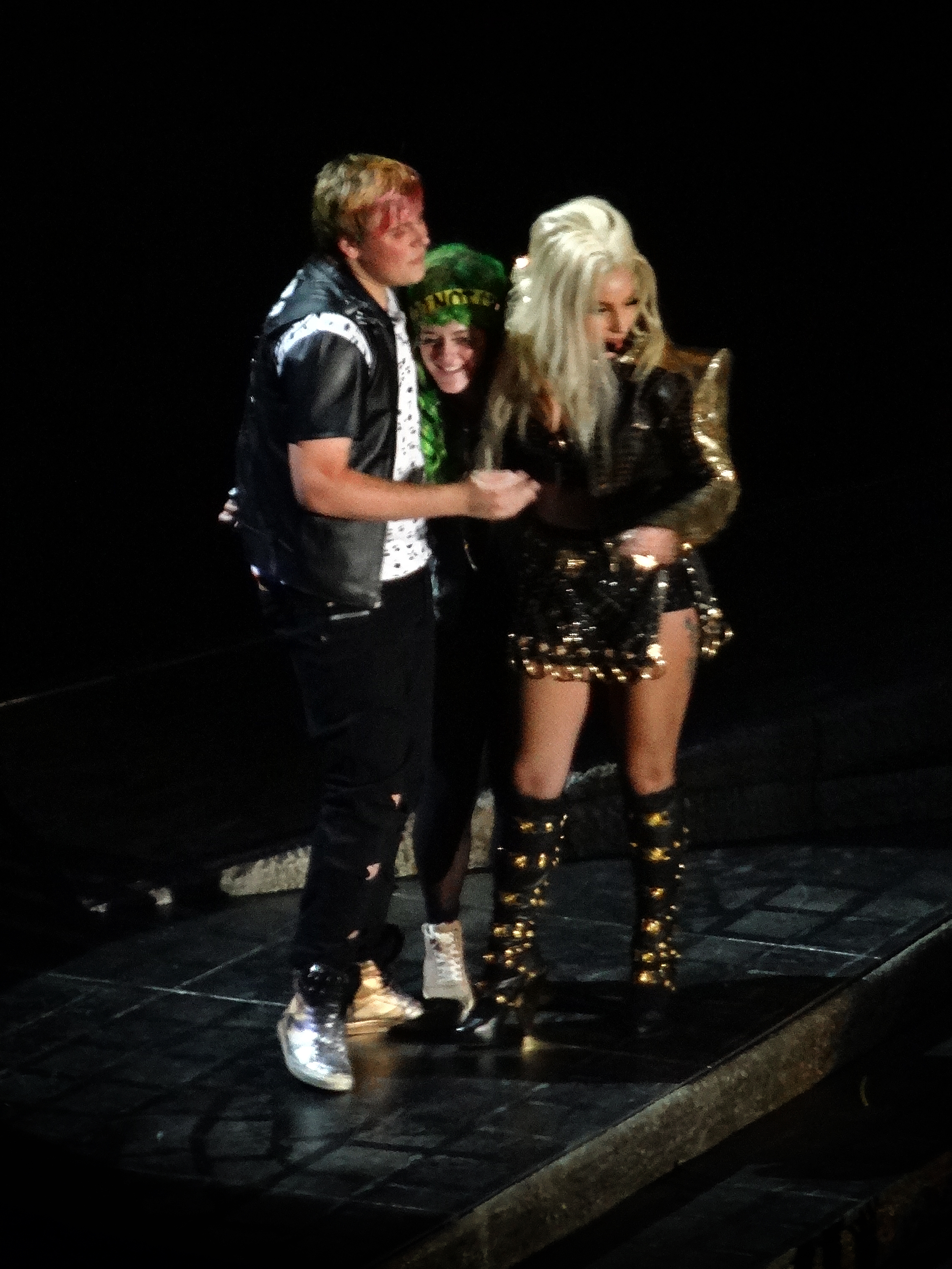
Tras solo llegar a la décima tercera posición del Billboard Hot 100, «Do What U Want» se convirtió en el segundo sencillo de Gaga en no ingresar a los diez primeros, junto a «Marry the Night».

### Rendimiento comercial
En general, «Do What U Want» contó con una éxito comercial favorable alrededor del mundo. En los Estados Unidos alcanzó la posición número trece en su principal conteo, Billboard Hot 100. Con esto se convirtió en el único sencillo de Gaga junto a «Marry the Night» que nunca ingresó a los diez primeros. En las listas de Digital Songs, Radio Songs y Streaming Songs llegó a los lugares número tres, doce y veintitrés, respectivamente. Asimismo, en el Dance/Club Play Songs solo logró el séptimo puesto, siendo el único sencillo de Gaga junto a «Just Dance» que no logra el número uno. Para inicios de febrero de 2014, ya había vendido más de un millón de copias en el territorio. Hasta el 25 de febrero de 2018, había vendido 1.3 millones de copias en los Estados Unidos. Por su parte, en Canadá alcanzó la posición número tres, siendo la más alta por un sencillo de la cantante desde «The Edge of Glory» (2011). Más tarde, la CRIA lo certificó con un disco de oro por haber vendido más de cuarenta mil copias en el país. Su recepción fue bastante menor en Japón, donde solo logró la posición número veintiséis y se mantuvo menos de tres semanas dentro del Japan Hot 100. En las radios de Líbano llegó hasta el quinto lugar. En Australia y Nueva Zelanda logró las posiciones número veintiuno y doce de sus respectivas listas. Sin embargo, la canción no logró ninguna certificación ni se mantuvo por mucho tiempo dentro de algunos de los conteos.
En Europa su recepción fue bastante favorable. Tanto en Alemania como en Suiza llegó hasta la posición número catorce, mientras que en Austria hasta la diez. En la región flamenca de Bélgica alcanzó el décimo quinto puesto, mientras que en la región valona el undécimo. En Dinamarca logró el quinto lugar y recibió un disco de platino por parte de la división danesa de la IFPI tras haber vendido treinta mil copias. En Hungría alcanzó la primera posición, en Finlandia la segunda y en Italia la tercera. En este último recibió además un disco de oro por superar las 15 000 copias. En España logró el segundo puesto de su lista semanal, en Francia el ocho y en Irlanda el nueve. En Noruega llegó hasta el séptimo lugar. En el Reino Unido, «Do What U Want» no pudo ingresar a su conteo semanal sino hasta el lanzamiento de ARTPOP, esto debido a que aquellos que preordenaron el álbum estarían descargando la canción automáticamente, lo que representaría una clara ventaja ante las demás canciones. De haber podido debutar, se pronostica que la canción habría alcanzado la posición número diez del UK Singles Chart. Tras el lanzamiento de ARTPOP, «Do What U Want» finalmente debutó en la posición número nueve, siendo el undécimo sencillo de Gaga que ingresa a los diez primeros. En enero de 2016, la BPI certificó al sencillo con un disco de oro por vender más de 400 000 copias.

## Interpretaciones en directo
Gaga interpretó «Do What U Want» por primera vez el 27 de octubre de 2013 en The X Factor. La presentación comenzó con ella cantando una versión acústica de «Venus», mientras usaba un traje color piel y una peluca rubia. En seguida, comenzó a sonar la pista original y dio inicio a la coreografía. La producción incluía a las bailarinas usando un atuendo similar al de Gaga, la pintura El nacimiento de Venus (Botticelli) (1486) proyectada en grandes pantallas al fondo y además luces láser color morado iluminando el lugar. Al acabar, la cantante removió parte de su traje para presentar «Do What U Want» mientras bailaba sola por el escenario y sobre un piano blanco. El escritor Bradley Stern del sitio MuuMuse dijo que básicamente la presentación era «arte», mientras Gaga cantaba pop (en alusión a ARTPOP). Por su parte, Jason Chester de Daily Mail escribió que «la tan anticipada presentación en The X Factor resultó ser sorprendentemente suave». A pesar de ello, la actuación causó controversia entre los medios de comunicación británicos. La compañía Ofcom, encargada de regular el contenido mostrado en la televisión del país, informó que recibió aproximadamente 200 quejas de los televidentes de The X Factor acerca del vestuario de la cantante y el contenido lírico de sus canciones. Dado que en anteriores ocasiones también se recibieron quejas por presentaciones de intérpretes como Rihanna y Christina Aguilera, la compañía aseguró que se podría realizar una investigación total del programa. En defensa de Gaga y The X Factor, un portavoz de ITV alegó que:

«No creemos que la presentación de Lady Gaga haya sido inapropiada para la audiencia familiar de The X Factor, que tiene una tradición establecida de traer las mejores presentaciones de las grandes estrellas de la música [...] Lady Gaga es bastante reconocida por su gran estilo de interpretación individual».

Al final, Ofcom informó que se habían evaluado todas las quejas y que la presentación no fue lo bastante explícita como para que se tomaran acciones legales. El 8 de noviembre, fue transmitido el episodio de The Graham Norton Show donde Gaga concedió una entrevista y además interpretó nuevamente «Do What U Want» y «Venus». Durante la primera presentación, vistió totalmente de negro y usó una cola de pavo real gigante en su cabeza, mientras que para la segunda canción vistió un traje de conchas y además una serie de tirantes verdes esparcidos por todo su cuerpo. Para compensar la ausencia de R. Kelly, un guitarrista acompañó a la cantante durante la interpretación de «Do What U Want». El 11 de noviembre, Gaga hizo una fiesta llamada artRave en el Astillero Naval de Brooklyn para celebrar el lanzamiento mundial del disco. Realizó un espectáculo donde abrió con «Aura» y «ARTPOP» mientras vestía un traje inflable blanco y negro. La producción incluía una escenografía totalmente blanca, grandes pantallas proyectando el nombre de Gaga y Jeff Koons, una plataforma de tres pisos con superficie rotatoria en el centro del escenario y además un piano aislado. Tras quitar una parte de su traje, la cantante interpretó «Venus», «MANiCURE» y «Sexxx Dreams», para luego sentarse en el piano y cantar «Gypsy» y «Dope». Gaga dejó el escenario para reaparecer con un traje color negro y cerrar el espectáculo con «Applause» y «Do What U Want». El 16 de noviembre, apareció como conductora e invitada especial del programa Saturday Night Live. Allí presentó «Do What U Want» usando un traje plateado decorado con pequeños espejos. Por primera vez, R. Kelly apareció junto a la cantante para interpretar la canción. Durante el espectáculo, ambos realizaron una serie de actos sexuales, primero Gaga tomó la entrepierna del rapero y más tarde este hizo algunas flexiones sobre la cantante simulando una relación sexual. Más tarde, la intérprete cambió su vestuario y presentó «Gypsy» en un piano rosa. Durante la noche también cantó una versión jazz de «Applause» y «Born This Way».

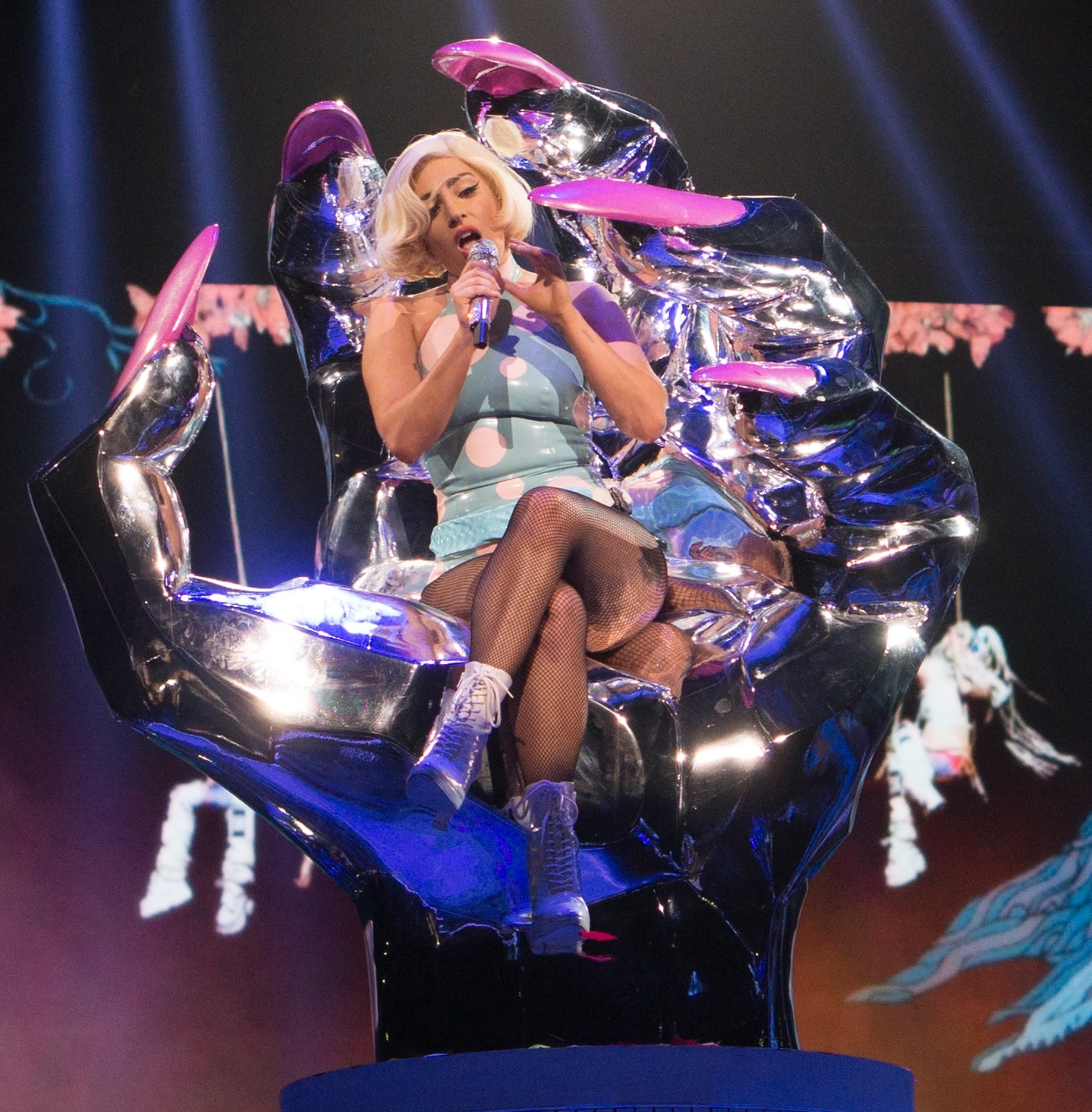
Gaga interpretando la canción en su artRAVE: The ARTPOP Ball Tour.

El 24 de noviembre, ambos intérpretes presentaron «Do What U Want» juntos en los American Music Awards. El espectáculo comenzó con Gaga (quien interpretada a Marilyn Monroe) atendiendo llamadas telefónicas desde un escritorio, el cual estaba junto al Despacho Oval del presidente de los Estados Unidos (quien era interpretado por R. Kelly). Seguidamente, la cantante removió parte de su traje plateado y dio inicio a la coreografía mientras simultáneamente coqueteaba con el rapero. Tras cantar su verso, R. Kelly gritó «Who put these pictures on Instagram» (traducible al español como «¿Quién puso estas fotos en Instagram?») y rápidamente se alejó de Gaga para conceder una entrevista donde aseguró que jamás en su vida la había visto. Luego del abandono y la negación, la cantante finalizó la presentación cantando el último verso de la canción mientras al fondo eran proyectadas imágenes suyas de niña tocando el piano. Igualmente, se mostraron periódicos con encabezados como «Gaga Is Fat» y «Gaga Is Over» (traducibles como «Gaga está gorda» y «Gaga está acabada»), ambos títulos en referencia a la crítica reciente de su carrera. En sí, la actuación fue una representación del idilio entre Marilyn Monroe y el entonces presidente de los Estados Unidos, John F. Kennedy, el cual concluyó en la muerte de la actriz. El baile «sensual» que Gaga realizó a R. Kelly representó el «Feliz cumpleaños, Sr. Presidente» que Monroe cantó a JFK días antes de su fallecimiento. Varios medios de comunicación como Billboard, Los Angeles Times y Express Guardian catalogaron la actuación como una de las mejores de la noche.
El 7 de diciembre, se transmitió el episodio de Alan Carr: Chatty Man donde Gaga concedió una entrevista y además interpretó versiones acústicas de «Dope» y «Do What U Want». Al día siguiente, Gaga cerró el Jingle Bell Ball en Londres cantando «Poker Face», «Just Dance», «Bad Romance», «Born This Way», «Aura», «Do What U Want» y «Applause». Durante todo el concierto, solo utilizó una chaqueta y un sostén de conchas plateadas, unos botines y una tanga color negro, y una peluca verde. Adicionalmente, presentó «Jingle Bells» y «The Christmas Song». El 17 de diciembre, Gaga asistió a la final del concurso The Voice, donde cantó «Do What U Want» al lado de Christina Aguilera. También ha sido interpretada en su artRAVE: The ARTPOP Ball Tour.

## Retiro de las plataformas
El 3 de enero de 2019, el canal Lifetime transmitió una serie documental titulada Surviving R. Kelly, en la cual recopilaban los testimonios de varias mujeres que aseguraban haber sido abusadas sexualmente por R. Kelly. El documental fue ampliamente comentado por la prensa y el público en general, quienes mostraron su apoyo a las víctimas. A raíz de la controversia, Gaga se manifestó a través de su cuenta de Twitter el 9 de enero defendiendo a las víctimas y penó los actos de R. Kelly. En el mismo comunicado, expresó su arrepentimiento de haber colaborado con él y, en apoyo a las víctimas, afirmó que «Do What U Want» sería removida de todas las plataformas donde pudiera ser adquirida. Dicha acción tuvo efecto al día siguiente, cuando la canción y todas las versiones con R. Kelly fueron removidas de las plataformas digitales, incluyendo YouTube, Spotify, iTunes y Amazon Music; de igual forma, fue removida del listado de canciones de Artpop, por lo que tampoco podría ser adquirida comprando el álbum completo. La única versión que no fue eliminada fue la remezcla con Christina Aguilera, en la cual R. Kelly no tuvo participación vocal ni en la composición. Luego de ello, artistas como Chance the Rapper, Celine Dion y Ciara, también retiraron sus colaboraciones con R. Kelly de las distintas plataformas.

## Posicionamiento en listas

### Semanales
| Alemania          | German Singles Chart         | 14 |
| Australia         | ARIA Singles Chart           | 21 |
| Austria           | Ö3 Austria Top 40            | 10 |
| Bélgica (Flandes) | Ultratop 50                  | 15 |
| Bélgica (Valonia) | Ultratop 40                  | 11 |
| Canadá            | Canadian Hot 100             | 3  |
| Dinamarca         | Danish Singles Chart         | 5  |
| Escocia           | Scottish Singles Chart       | 9  |
| Eslovaquia        | Radio Top 100 Chart          | 26 |
| España            | Top 50 Canciones             | 2  |
| Estados Unidos    | Billboard Hot 100            | 13 |
| Estados Unidos    | Digital Songs                | 3  |
| Estados Unidos    | Radio Songs                  | 12 |
| Estados Unidos    | Pop Songs                    | 7  |
| Estados Unidos    | Streaming Songs              | 23 |
| Estados Unidos    | Dance/Club Play Songs        | 7  |
| Finlandia         | Finnish Singles Chart        | 2  |
| Francia           | French Singles Chart         | 8  |
| Hungría           | Single (Track) Top 10        | 1  |
| Irlanda           | Irish Singles Chart          | 9  |
| Italia            | Italian Top Digital Download | 3  |
| Japón             | Japan Hot 100                | 26 |
| Líbano            | Lebanese Top 20              | 5  |
| Noruega           | VG-lista                     | 7  |
| Nueva Zelanda     | NZ Top 40 Singles Chart      | 12 |
| Países Bajos      | Single Top 100               | 27 |
| Reino Unido       | UK Singles Chart             | 9  |
| Suecia            | Swedish Singles Chart        | 17 |
| Suiza             | Swiss Singles Chart          | 14 |

### Certificaciones
| País           | Organismo certificador | Certificación | Ventas certificadas | Ref.   |
| -------------- | ---------------------- | ------------- | ------------------- | ------ |
| Alemania       | BVMI                   | Oro           | 150 000             | [ 90 ] |
| Australia      | ARIA                   | Platino       | 70 000              | [ 91 ] |
| Brasil         | ABPD                   | Platino       | 40 000              | [ 92 ] |
| Canadá         | CRIA                   | Oro           | 40 000              | [ 14 ] |
| Dinamarca      | IFPI — Dinamarca       | Platino       | 60 000              | [ 12 ] |
| Estados Unidos | RIAA                   | Platino       | 1 000               | [ 93 ] |
| Italia         | FIMI                   | Platino       | 50 000              | [ 13 ] |
| México         | AMPROFON               | Oro           | 30 000              | [ 94 ] |
| Noruega        | IFPI — Noruega         | Oro           | 30 000              | [ 95 ] |
| Reino Unido    | BPI                    | Oro           | 400 000             | [ 46 ] |
| Suecia         | GLF                    | Platino       | 40 000              | [ 96 ] |
| Venezuela      | APVF                   | Oro           | 5000                | [ 97 ] |

## Formatos
- Descarga digital

| «Do What U Want» |                                 |          |  |
| N.º              | Título                          | Duración |  |
| 1.               | «Do What U Want» (con R. Kelly) | 3:47     |  |

| «Do What U Want» (DJWS Remix) |                                             |          |  |
| N.º                           | Título                                      | Duración |  |
| 1.                            | «Do What U Want» (con R. Kelly y Rick Ross) | 4:19     |  |

| «Do What U Want» |                                           |          |  |
| N.º              | Título                                    | Duración |  |
| 1.               | «Do What U Want» (con Christina Aguilera) | 3:36     |  |

| «Do What U Want (Remixes)» |                                                                                 |          |  |
| N.º                        | Título                                                                          | Duración |  |
| 1.                         | «Do What U Want» (DJ White Shadow Remix con R. Kelly)                           | 4:03     |  |
| 2.                         | «Do What U Want» (Samantha Ronson Remix con R. Kelly)                           | 4:27     |  |
| 3.                         | «Do What U Want» (Kronic Remix con R. Kelly)                                    | 5:12     |  |
| 4.                         | «Do What U Want» (Steven Redant Madrid Radio Remix con Christina Aguilera)      | 4:00     |  |
| 5.                         | «Do What U Want» (Steven Redant Madrid Club Remix con Christina Aguilera)       | 7:31     |  |
| 6.                         | «Do What U Want» (Steven Redant Barcelona Remix con Christina Aguilera)         | 6:28     |  |
| 7.                         | «Do What U Want» (Red Ant & Amp Lexvas Deep House Remix con Christina Aguilera) | 6:50     |  |